# Mesinee Mangkalakiri
Mesinee „May“ Mangkalakiri (* 21. April 1983 in Los Alamitos) ist eine US-amerikanische Badmintonspielerin.

## Karriere
Mesinee Mangkalakiri gewann zweimal die US-Meisterschaften. 2002 siegte sie bei den Puerto Rico International, 2005 bei den US Open, 2006 bei den Canada Open und den Boston Open. 2008 nahm sie an den Olympischen Spielen teil.

## Erfolge
| Saison | Veranstaltung              | Disziplin   | Platz | Name                                       |
| ------ | -------------------------- | ----------- | ----- | ------------------------------------------ |
| 2002   | Puerto Rico International  | Mixed       | 1     | Tony Gunawan / Mesinee Mangkalakiri        |
| 2005   | US Open                    | Mixed       | 1     | Khankham Malaythong / Mesinee Mangkalakiri |
| 2005   | USA: Einzelmeisterschaften | Mixed       | 1     | Khan Malaythong / Mesinee Mangkalakiri     |
| 2005   | USA: Einzelmeisterschaften | Damendoppel | 1     | Eva Lee / Mesinee Mangkalakiri             |
| 2006   | Canadian Open              | Damendoppel | 1     | Mesinee Mangkalakiri / Eva Lee             |
| 2006   | Boston Open                | Damendoppel | 1     | Eva Lee / Mesinee Mangkalakiri             |